# Innovationszentrum Skolkowo

Logo

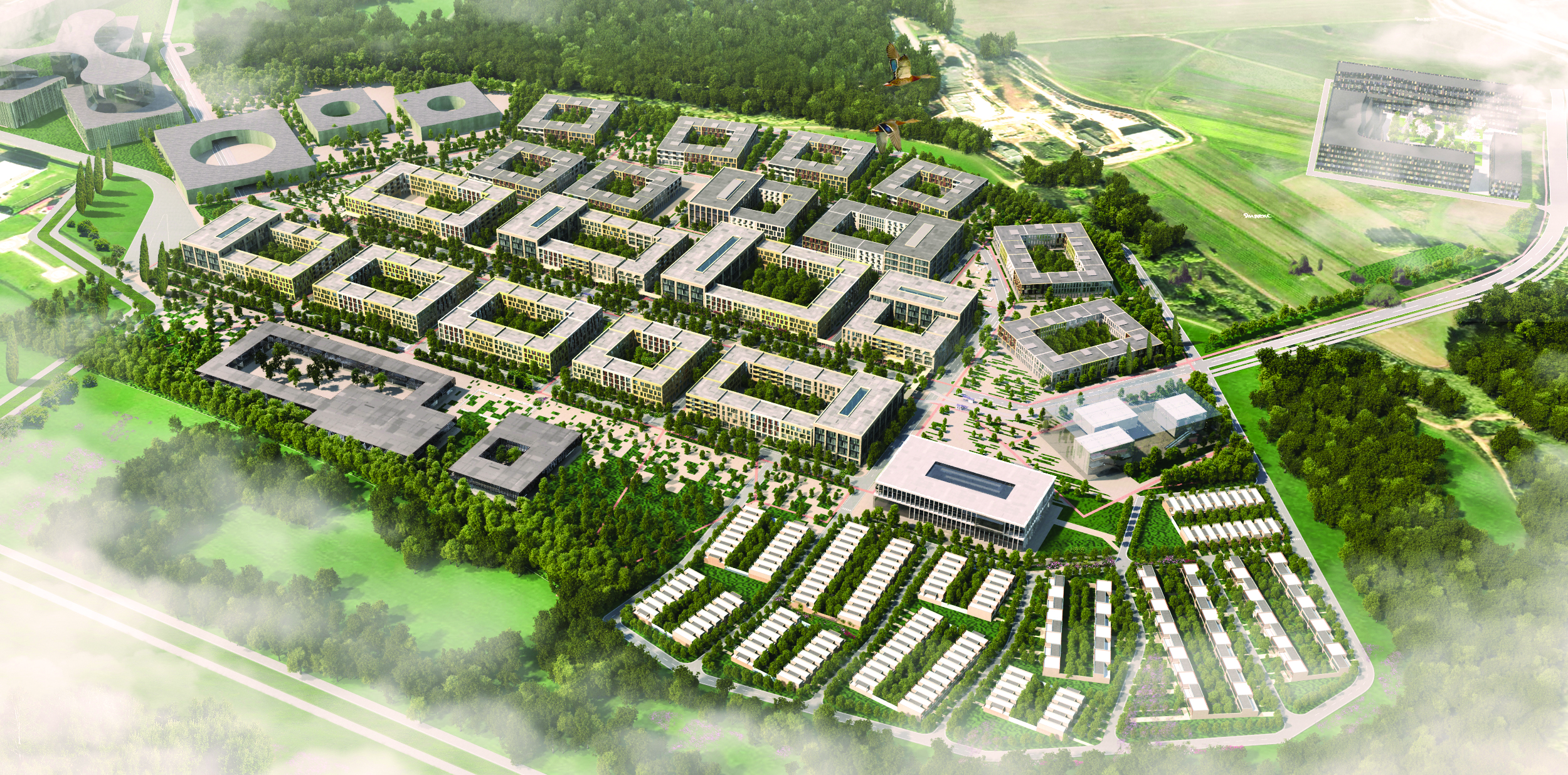
Projektplanung

Das Innovationszentrum Skolkowo (russisch Инновационный центр Сколково, Innowazionny Zentr Skolkowo) ist ein im November 2009 angekündigtes Projekt eines russischen Forschungs- und Industriegebietes nach dem US-Vorbild des Silicon Valley, in dem hochmoderne Technologien entwickelt werden sollten.
Es soll im Moskauer Vorort Skolkowo ausgebaut werden, rund 17 km westlich des Moskauer Stadtzentrums.

## Hintergrund
Das projektierte Forschungszentrum in Skolkowo sollte sich vor allem auf fünf High-Tech-Bereiche konzentrieren: Energie, Informationstechnologie, Telekommunikation, Biomedizin und Atomtechnologien. Gemäß Wladislaw Surkow, dem früheren stellvertretenden Leiter der Präsidialverwaltung, sollen im russischen Silicon Valley „nur die größten und modernsten Unternehmen ihren Sitz haben“ und mindestens „zwei, drei, vier Nobelpreisträger“ dort arbeiten.

## Standort und Projektierung
Aus landesweit 18 Standortvorschlägen wählte Präsident Dmitri Medwedew Skolkowo aus, weil die „Innovations-Stadt“ („Innograd“) nahe bei Moskau liegen soll und die Regierung dort mit einer Außenstelle des staatlichen Forschungsinstitutes der Landwirtschaft über 307 Hektar eigenes Land verfügte. In Skolkowo wurde zudem 2006 eine Managementschule gegründet, deren Aufsichtsratspräsident Medwedew ist. Skolkowo gilt auch als gehobene Wohngegend im Moskauer Gebiet.
Die Planung erfolgte in den Jahren 2011 bis 2014. Der Baubeginn verzögerte sich um etwa drei Jahre. Die ersten Gebäude und das interne Straßennetz wurden ab 2014 fertiggestellt, der erste Nahverkehrszug fuhr 2019. Im fertig gebauten Forschungszentrum sollten 30.000 bis 40.000 Wissenschaftler und Ingenieure arbeiten. Diese Zahl wird wohl aber bei weitem nicht erreicht. 2014 war von 3500 Wissenschaftlern und Ingenieuren die Rede, 2019 von 16.000 Arbeitsplätzen und den ersten rund 700 Bewohnern. Im Endausbau sollen es 17.000 Einwohner und 80.000 Arbeitsplätze sein. Der Staat wollte nicht mehr als 50 Prozent der Gesamtfinanzierung übernehmen.

### Kosten
Projekt-Koordinator Wiktor Wekselberg bezifferte im Oktober 2010 die Projektkosten für die ersten drei Jahre auf rund 200 Milliarden Rubel (4,8 Milliarden Euro), die je zur Hälfte von Staat und Unternehmen getragen werden sollen.

## Leitung
Strategischer Koordinator des Gesamtvorhabens war bis zu seinem Rücktritt im Mai 2013 Wladislaw Surkow, stellvertretender Leiter der russischen Präsidialverwaltung. Mit der Koordinierung des Projektes beauftragte Präsident Medwedew den Großunternehmer Wiktor Wekselberg, der als Leiter der Projektgruppe den Historiker und Manager Oleg Borissowitsch Alexejew einsetzte.

### Wissenschaftlich-technischer Rat
Zum wissenschaftlichen Leiter des Innovationszentrums in Skolkowo wurde der Physik-Nobelpreisträger des Jahres 2000, Schores Alfjorow ernannt. Alfjorow wird gemeinsam mit dem amerikanischen Biochemiker und Nobelpreisträger Roger D. Kornberg einen wissenschaftlich-technischen Rat leiten, dem sowohl russische als auch ausländische Wissenschaftler, Ingenieure und Experten angehören werden.

### Stiftung für die Entwicklung der Innograd Skolkowo
Eine Stiftung für die Entwicklung der Innograd Skolkowo wurde am 21. Mai 2010 offiziell registriert. Die Gründer der Stiftung sind die Russische Akademie der Wissenschaften, die staatliche Bank für Außenwirtschaft (Wneschekonombank), die Russische Gesellschaft für Nanotechnologien (ROSNANO), die Staatliche Technische Universität Moskau N. E. Bauman, die russische Venture-Gesellschaft Almaz Capital Partners und die russische Stiftung zur Unterstützung von KMU in Wissenschaft und Technik (OPORA). Der frühere russische Vizeministerpräsident Arkadi Wladimirowitsch Dworkowitsch, seit 2018 Vorsitzender des Stiftungsrats, legte am 18. März 2022 den Vorsitz nieder, nachdem er sich für eine friedliche Lösung im Russland-Ukraine-Krieg ausgesprochen hatte und dafür vom Sekretär des Generalrats der Regierungspartei Einiges Russland kritisiert worden war.

#### Stiftungsrat
- Wiktor Wekselberg (Kopräsident), Gründer und Besitzer der russisch-schweizerischen Renova Holding
- Craig R. Barrett (Kopräsident), Vorsitzender des US-amerikanischen Halbleiterherstellers Intel
- Wagit Alekperow, Gründer und Präsident des größten russischen Mineralölkonzerns Lukoil
- Anatoli Alexandrow, Rektor der Staatlichen Technischen Universität Moskau N. E. Bauman
- Esko Aho, Vizepräsident des finnischen Mobilfunkunternehmens Nokia
- Martin Bouygues, Eigentümer des französischen Industriekonzerns Bouygues
- Alexander Chee, Geschäftsführender Gesellschafter der russischen Almaz Capital Partners
- Michail Kowaltschuk, Direktor des russischen Forschungszentrums Kurtschatow-Institut
- Peter Löscher, ehemaliger Vorstandsvorsitzender der deutschen Siemens AG
- Vladimir Rashevsky, Generaldirektor und Vorsitzender der OAO Siberian Coal Energy Company (SUEK)
- Ratan Tata, CEO des indischen Mischkonzern Tata-Gruppe
- John Chambers, CEO und Präsident des US-amerikanischen Telekommunikationsunternehmens Cisco
- Anatoli Tschubais, Generaldirektor der Russischen Gesellschaft für Nanotechnologien (ROSNANO)
- Eric Schmidt, Chairman und CEO von Google Inc.

## Unternehmen, Organisationen und Universitäten
In der Anfangsphase wurden ausschließlich westliche Unternehmen als Partner angenommen. Zu den ersten Partnern gehörten im Sommer 2010 die US-amerikanische Telekommunikationsfirma Cisco und der deutsche Siemens-Konzern. Der schweizerische Generalunternehmer Maxmakers wurde als Bauberater ausgewählt.
Der erste russische Partner ist seit Mitte August 2010 das Kurtschatow-Institut in Moskau, welches als führendes wissenschaftliches Forschungsinstitut in Russland gilt. In der Sowjetunion war das damals geheime Institut nur unter dem Namen Labor Nr. 2 und später als Kurtschatow-Institut für Atomenergie bekannt. Seit 2007 ist das Kurtschatow-Institut das russische Kompetenzzentrum für die Entwicklung von Nanotechnologie.
Microsoft gab im November 2010 bekannt, dass der Softwarekonzern eine Absichtserklärung für den Bau eines Technologiezentrums für Softwareentwicklung in Skolkowo unterzeichnet habe. Kooperationen bestanden außerdem u. a. mit IBM, Tata und Boeing sowie mit dem MIT, welche sich nicht wirklich materialisierten.

### Auswahlkriterien
Die drei wichtigsten Auswahlkriterien für die Projekte, welche im Innovationszentrum Skolkowo aufgenommen werden, definierte der stellvertretende Leiter der russischen Präsidialverwaltung, Wladislaw Surkow:
1. Herausragendes Innovationsniveau;
2. Bereitschaft von Unternehmern, das Projekt zu finanzieren, wobei eine Beteiligung des Staates nicht ausgeschlossen wird;
3. Beteiligung russischer Universitäten und ausländischer Forscher.

Im Innovationszentrum Skolkowo sollen deshalb neben Forschungsfilialen großer russischer und ausländischer Unternehmen und Niederlassungen von Ingenieurbüros respektive privaten Forschungsorganisationen auch Zentren zur Unterstützung der Startup-Projekte mit Risikokapital geschaffen werden.

### Universität
Gemäß Projekt-Koordinator Wiktor Wekselberg soll im Innovationszentrum Skolkowo gemeinsam mit den Wissenschaftsclustern Michigans und Bostons eine eigene Universität gebaut werden (nicht zu verwechseln mit der 2006 gegründeten privaten Moskauer Managementschule Skolkowo).

## Technologietransfer und Jungunternehmerförderung
Das Innovationszentrum Skolkowo für Jungunternehmen, Hochschulen und Forschungsinstitutionen soll den Wissens- und Know-how-Austausch nach Schweizer Vorbild fördern. Eine entsprechende Absichtserklärung unterzeichnete Wiktor Wekselberg am 17. September 2010 mit dem Technopark Zürich. Dessen Erfahrungen im Technologietransfer und in der Jungunternehmerförderung will Wekselberg für das ambitiöse Projekt der russischen Regierung nutzen. Ziel ist eine vertraglich festgelegte Zusammenarbeit nach den Qualitätsstandards des Technopark Zürich.

## Korruptionsvorwürfe
Im Februar 2013 durchsuchten Beamte des Inlandsgeheimdienstes FSB das Moskauer Büro der Skolkowo-Stiftung. Ermittelt wurde aufgrund des Verdachts der Veruntreuung von umgerechnet 112 Millionen US-Dollar. Der damalige Koordinator des Projekts, Wladislaw Surkow, warf den für die Strafuntersuchung zuständigen Ermittlungsbehörden daraufhin „Hyperaktivität“ vor. Der Rücktritt Surkows von seinem Regierungsamt Anfang Mai 2013 wurde von politischen Beobachtern in Zusammenhang mit diesen Auseinandersetzungen gebracht.